# Seznam silnic v Maďarsku
Toto je seznam silnic v Maďarsku. Nejsou zde uvedeny dálnice, ty jsou uvedeny v samostatném seznamu.

## Hlavní silnice (főút)
Zde je seznam všech hlavních silnic v Maďarsku.
| Označení | Značka | Délka  | Průběh |
| -------- | ------ | ------ | --- |
| 1        |        | 177 km | Budapešť, Budaörs, Biatorbágy, Herceghalom, Bicske, Tatabánya, Vértesszőlős, Tata, Almásfüzitő, Komárom, Ács, Gönyű, Győr, Abda, Öttevény, Kimle, Mosonmagyaróvár, Levél, Hegyeshalom |
| 2        |        | 78 km  | Budapešť, Dunakeszi, Göd, Sződliget, Vác, Szendehely, Rétság, Borsosberény, Nagyoroszi, Drégelypalánk, Hont |
| 3        |        | 247 km | Budapešť, Kistarcsa, Kerepes, Gödöllő, Aszód, Kerekharaszt, Hatvan, Hort, Gyöngyös, Kápolna, Kerecsend, Füzesabony, Szihalom, Mezőkövesd, Mezőnyárád, Bükkábrány, Vatta, Emőd, Nyékládháza, Mályi, Miskolc, Felsőzsolca, Szikszó, Aszaló, Csobád, Forró, Méra, Novajidrány, Garadna, Hernádszurdok, Hidasnémeti, Tornyosnémeti                                                                                |
| 4        |        | 352 km | Budapešť, Vecsés, Üllő, Monor, Monorierdő, Pilis, Albertirsa, Szolnok, Szajol, Törökszentmiklós, Fegyvernek, Kenderes, Karcag, Püspökladány, Kaba, Hajdúszoboszló, Ebes, Debrecín, Bocskaikert, Hajdúhadház, Téglás, Újfehértó, Nyíregyháza, Nyírpazony, Nyírtura, Ajak, Kisvárda, Döge, Fényeslitke, Komoró, Tuzsér, Tiszabezdéd, Győröcske, Záhony                                                          |
| 5        |        | 185 km | Budapešť, Alsónémedi, Dabas, Hernád, Örkény, Táborfalva, Felsőlajos, Lajosmizse, Kecskemét, Városföld, Kiskunfélegyháza, Kistelek, Balástya, Szatymaz, Segedín, Röszke |
| 6        |        | 262 km | Budapešť, Érd, Százhalombatta, Ercsi, Adony, Kulcs, Rácalmás, Dunaújváros, Kisapostag, Dunaföldvár, Paks, Dunaszentgyörgy, Tolna, Szekszárd, Kakasd, Bonyhád, Hidas, Mecseknádasd, Zengővárkony, Pécsvárad, Martonfa, Pécs, Szentlőrinc, Kacsóta, Nagypeterd, Botykapeterd, Szigetvár, Nagydobsza, Istvándi, Darány, Barcs                                                                                    |
| 7        |        | 233 km | Budapešť, Érd, Tárnok, Martonvásár, Baracska, Velence, Gárdony, Székesfehérvár, Szabadbattyán, Kőszárhegy, Polgárdi, Lepsény, Balatonvilágos, Siófok, Zamárdi, Szántód, Balatonföldvár, Balatonszárszó, Balatonszemes, Balatonlelle, Balatonboglár, Fonyód, Balatonfenyves, Balatonmáriafürdő, Balatonkeresztúr, Hollád, Zalakomár, Galambok, Zalasárszeg, Nagyrécse, Nagykanizsa, Sormás, Becsehely, Letenye |
| 8        |        | 190 km | Székesfehérvár, Csór, Várpalota, Öskü, Veszprém, Márkó, Bánd, Herend, Városlőd, Kislőd, Ajka, Devecser, Somlóvásárhely, Somlójenő, Tüskevár, Karakó, Jánosháza, Duka, Hosszúpereszteg, Szemenye, Kám, Alsóújlak, Vasvár, Rábahídvég, Egyházashollós, Molnaszecsőd, Magyarszecsőd, Körmend, Csákánydoroszló, Gasztony, Ratót, Vasszentmihály, Rönök                                                            |
| 10       |        | 75 km  | Budapešť, Pilisvörösvár, Piliscsaba, Pilisjászfalu, Leányvár, Dorog, Tokodaltáró, Tát, Nyergesújfalu, Lábatlan, Süttő, Neszmély, Dunaalmás, Almásfüzitő |
| 11       |        | 72 km  | Budapešť, Budakalász, Szentendre, Leányfalu, Tahitótfalu, Dunabogdány, Visegrád, Dömös, Pilismarót, Ostřihom, Tát |
| 12       |        | 27 km  | Vác, Verőce, Kismaros, Nagymaros, Zebegény, Szob |
| 13       |        | 29 km  | Komárom, Csém, Nagyigmánd, Csép, Ete, Kisbér |
| 14       |        | 13 km  | Győr, Vámosszabadi |
| 15       |        | 17 km  | Mosonmagyaróvár, Bezenye, Rajka |
| 21       |        | 65 km  | Hatvan, Lőrinci, Zagyvaszántó, Jobbágyi, Pásztó, Mátraszőlős, Tar, Mátraverebély, Bátonyterenye, Salgótarján, Somoskőújfalu |
| 22       |        | 67 km  | Rétság, Érsekvadkert, Ipolyszög, Balassagyarmat, Őrhalom, Szécsény, Endrefalva, Szalmatercs, Karancsság, Ságújfalu, Kishartyán, Salgótarján |
| 23       |        | 33 km  | Bátonyterenye, Nemti, Ivád, Pétervására, Bükkszenterzsébet, Tarnalelesz |
| 24       |        | 60 km  | Gyöngyös, Parádsasvár, Parád, Recsk, Sirok, Egerbakta, Eger |
| 25       |        | 82 km  | Kerecsend, Eger, Szarvaskő, Egercsehi, Szúcs, Tarnalelesz, Szentdomonkos, Borsodnádasd, Járdánháza, Arló, Ózd, Sajópüspöki, Bánréve |
| 26       |        | 45 km  | Miskolc, Sajószentpéter, Berente, Kazincbarcika, Vadna, Dubicsány, Putnok, Bánréve |
| 27       |        | 55 km  | Sajószentpéter, Edelény, Szendrőlád, Szendrő, Szalonna, Perkupa, Bódvaszilas, Komjáti, Tornanádaska |
| 31       |        | 126 km | Budapešť, Maglód, Gyömrő, Mende, Sülysáp, Tápiószecső, Szentmártonkáta, Nagykáta, Jászberény, Jászjákóhalma, Jászapáti, Heves, Tenk, Dormánd |
| 32       |        | 80 km  | Hatvan, Jászfényszaru, Pusztamonostor, Jászberény, Jásztelek, Alattyán, Jánoshida, Jászalsószentgyörgy, Szászberek, Szolnok |
| 33       |        | 111 km | Füzesabony, Dormánd, Besenyőtelek, Poroszló, Tiszafüred, Hortobágy, Debrecín |
| 34       |        | 55 km  | Tiszafüred, Tiszaigar, Tiszaörs, Kunmadaras, Kunhegyes, Fegyvernek |
| 35       |        | 86 km  | Nyékládháza, Muhi, Nagycsécs, Sajószöged, Tiszaújváros, Polgár, Görbeháza, Hajdúböszörmény, Debrecín |
| 36       |        | 50 km  | Polgár, Tiszavasvári, Nagycserkesz, Nyíregyháza |
| 38       |        | 37 km  | Tarcal, Tokaj, Rakamaz, Nyírtelek, Nyíregyháza |
| 39       |        | 37 km  | Mád, Tállya, Abaújszántó, Abaújkér, Gibárt, Encs |
| 40       |        | 43 km  | Albertirsa, Ceglédbercel, Cegléd, Abony |
| 41       |        | 73 km  | Nyíregyháza, Napkor, Apagy, Levelek, Besenyőd, Baktalórántháza, Rohod, Vásárosnamény, Tákos, Csaroda, Beregsurány |
| 42       |        | 59 km  | Püspökladány, Báránd, Földes, Berettyóújfalu, Mezőpeterd, Biharkeresztes, Ártánd |
| 43       |        | 55 km  | Segedín, Deszk, Klárafalva, Ferencszállás, Kiszombor, Makó, Apátfalva, Magyarcsanád, Nagylak |
| 44       |        | 144 km | Kecskemét, Nyárlőrinc, Lakitelek, Tiszaug, Cserkeszőlő, Kunszentmárton, Öcsöd, Békésszentandrás, Szarvas, Csabacsűd, Kardos, Kondoros, Kétsoprony, Békéscsaba, Gyula |
| 45       |        | 53 km  | Kunszentmárton, Szentes, Hódmezővásárhely |
| 46       |        | 66 km  | Törökszentmiklós, Mezőtúr, Gyomaendrőd, Csárdaszállás, Mezőberény |
| 47       |        | 215 km | Segedín, Algyő, Hódmezővásárhely, Székkutas, Orosháza, Csorvás, Telekgerendás, Békéscsaba, Mezőberény, Köröstarcsa, Körösladány, Szeghalom, Csökmő, Darvas, Zsáka, Furta, Berettyóújfalu, Tépe, Derecske, Sáránd, Mikepércs, Debrecín |
| 48       |        | 30 km  | Debrecín, Vámospércs, Nyírábrány |
| 49       |        | 57 km  | Vaja, Őr, Jármi, Mátészalka, Kocsord, Győrtelek, Ököritőfülpös, Porcsahalma, Pátyod, Szamosbecs, Csengersima |
| 51       |        | 191 km | Budapešť, Dunaharaszti, Áporka, Kiskunlacháza, Dömsöd, Tass, Szalkszentmárton, Solt, Harta, Dunapataj, Kalocsa, Bátya, Dusnok, Sükösd, Érsekcsanád, Baja, Bátmonostor, Nagybaracska, Csátalja, Dávod, Hercegszántó |
| 52       |        | 64 km  | Kecskemét, Fülöpszállás, Solt, Dunaföldvár |
| 53       |        | 89 km  | Tompa, Kiskunhalas, Pirtó, Soltvadkert, Kiskőrös, Akasztó, Dunatetétlen, Solt |
| 54       |        | 92 km  | Kecskemét, Jakabszállás, Bócsa, Soltvadkert, Kecel, Császártöltés, Nemesnádudvar, Sükösd |
| 55       |        | 122 km | Segedín, Domaszék, Kisszállás, Mélykút, Tataháza, Felsőszentiván, Csávoly, Baja, Pörböly, Alsónyék |
| 56       |        | 61 km  | Szekszárd, Várdomb, Bátaszék, Dunaszekcső, Bár, Mohács, Udvar |
| 57       |        | 45 km  | Pécs, Kozármisleny, Szederkény, Versend, Szajk, Lánycsók, Mohács |
| 58       |        | 33 km  | Pécs, Szalánta, Túrony, Harkány, Drávaszabolcs |
| 61       |        | 198 km | Nagykanizsa, Pogányszentpéter, Iharosberény, Inke, Vése, Böhönye, Nagybajom, Kiskorpád, Kaposfő, Kaposvár, Taszár, Baté, Mosdós, Nagyberki, Szabadi, Csoma, Attala, Kapospula, Dombóvár, Kocsola, Nagykónyi, Tamási, Pincehely, Tolnanémedi, Simontornya, Cece, Alsószentiván, Előszállás, Dunaföldvár |
| 62       |        | 47 km  | Székesfehérvár, Seregélyes, Szabadegyháza, Perkáta, Dunaújváros |
| 63       |        | 90 km  | Székesfehérvár, Aba, Sárkeresztúr, Sárszentágota, Sárbogárd, Cece, Vajta, Bikács, Nagydorog, Szedres |
| 64       |        | 36 km  | Simontornya, Igar, Mezőszilas, Dég, Enying |
| 65       |        | 85 km  | Siófok, Ságvár, Som, Iregszemcse, Tamási, Szakály, Hőgyész, Kéty, Zomba, Harc |
| 66       |        | 54 km  | Pécs, Mánfa, Magyarszék, Oroszló, Sásd, Baranyajenő, Gödre, Szentbalázs, Sántos, Kaposvár |
| 67       |        | 90 km  | Balatonszemes, Somogybabod, Mernye, Kaposvár, Zselicszentpál, Simonfa, Bőszénfa, Boldogasszonyfa, Szentlászló, Szigetvár |
| 68       |        | 95 km  | Kéthely, Marcali, Kelevíz, Mesztegnyő, Szenyér, Böhönye, Segesd, Ötvöskónyi, Nagyatád, Lábod, Görgeteg, Csokonyavisonta, Barcs |
| 71       |        | 116 km | Keszthely, Gyenesdiás, Vonyarcvashegy, Balatongyörök, Balatonederics, Badacsonytördemic, Badacsonytomaj, Ábrahámhegy, Balatonrendes, Révfülöp, Balatonszepezd, Zánka, Balatonakali, Balatonudvari, Örvényes, Aszófő, Balatonfüred, Csopak, Paloznak, Alsóörs, Balatonalmádi, Balatonfűzfő, Balatonkenese, Balatonakarattya                                                                                    |
| 72       |        | 7 km   | Balatonfűzfő, Litér |
| 73       |        | 13 km  | Veszprém, Csopak |
| 74       |        | 75 km  | Vasvár, Győrvár, Egervár, Zalaegerszeg, Hahót, Zalaszentbalázs, Bocska, Magyarszentmiklós, Nagykanizsa |
| 75       |        | 69 km  | Keszthely, Alsópáhok, Zalaapáti, Pacsa, Zalaszentmihály, Pölöske, Bak, Zalatárnok, Nova, Lenti, Rédics |
| 76       |        | 82 km  | Balatonszentgyörgy, Sármellék, Szentgyörgyvár, Zalacsány, Nagykapornak, Zalaegerszeg, Bagod, Hagyárosbörönd, Hegyhátsál, Nádasd |
| 77       |        | 54 km  | Veszprém, Nemesvámos, Nagyvázsony, Pula, Vigántpetend, Kapolcs, Monostorapáti, Tapolca, Lesencetomaj |
| 81       |        | 81 km  | Győr, Töltéstava, Pér, Mezőörs, Ászár, Kisbér, Bakonysárkány, Mór, Söréd, Sárkeresztes, Székesfehérvár |
| 82       |        | 80 km  | Győr, Nyúl, Écs, Ravazd, Bakonypéterd, Veszprémvarsány, Bakonyszentkirály, Csesznek, Zirc, Eplény, Veszprém |
| 83       |        | 76 km  | Győr, Győrszemere, Tét, Gyarmat, Takácsi, Pápa, Bakonyjákó, Farkasgyepű, Városlőd |
| 84       |        | 132 km | Sopron, Kópháza, Nagycenk, Sopronkövesd, Lövő, Újkér, Simaság, Tompaládony, Zsédeny, Rábapaty, Sárvár, Káld, Ukk, Zalagyömörő, Sümeg, Lesencetomaj, Balatonederics |
| 85       |        | 72 km  | Nagycenk, Pereszteg, Fertőszentmiklós, Vitnyéd, Kapuvár, Veszkény, Szárföld, Farád, Csorna, Kóny, Enese |
| 86       |        | 192 km | Mosonmagyaróvár, Mosonudvar, Jánossomorja, Bősárkány, Csorna, Szilsárkány, Szil, Páli, Beled, Répcelak, Vámoscsalád, Vasegerszeg, Hegyfalu, Pósfa, Szeleste, Vát, Nemesbőd, Szombathely, Balogunyom, Kisunyom, Egyházasrádóc, Körmend, Nádasd, Zalalövő, Kálócfa, Zalabaksa, Rédics |
| 87       |        | 47 km  | Kőszeg, Lukácsháza, Gyöngyösfalu, Szombathely, Táplánszentkereszt, Tanakajd, Vasszécsény, Csempeszkopács, Rum, Kám |
| 88       |        | 12 km  | Sárvár, Vát |
| 89       |        | 18 km  | Szombathely, Sé, Torony |
| 101      |        | 1 km   | Spojuje obec Hegyeshalom s dálnicí M1 |
| 102      |        | 23 km  | Pilisjászfalu, Tinnye, Perbál, Tök, Zsámbék, Herceghalom |
| 111      |        | 8 km   | Ostřihom, Dorog |
| 117      |        | 16 km  | Tvoří obchvat měst Tát, Dorog a obce Tokodaltáró |
| 131      |        | 4 km   | Tvoří jihozápadní část obchvatu města Komárom, slouží především ke spojení silnic 1 a 13 |
| 211      |        | 3 km   | Prochází městem Salgótarján, prochází souběžně se silnicí 21, zahrnuje ulice Bem József utca, Rákóczi út a Füleki út, v části Béketelep se pomocí kruhového objezdu napojuje na silnici 21 |
| 222      |        | 0,2 km | Spojuje město Balassagyarmat s hraničním přechodem na Slovensko |
| 302      |        | 3 km   | Spojuje město Emőd s dálnicí M30 |
| 304      |        | 3 km   | Spojuje jih města Miskolc s dálnicí M30, zahrnuje ulici Doni út |
| 306      |        | 8 km   | Tvoří severovýchodní část obchvatu města Miskolc |
| 311      |        | 34 km  | Cegléd, Tápiószőlős, Tápiószele, Farmos, Göbölyjárás, Nagykáta |
| 338      |        | 15 km  | Prochází západně od města Nyíregyháza, spojuje silnice 36 a 38, pokračuje až k výjezdu 221 na dálnici M3 |
| 354      |        | 12 km  | Debrecín, Bocskaikert, Hajdúhadház |
| 381      |        | 47 km  | Sátoraljaújhely, Alsóberecki, Karos, Karcsa, Pácin, Cigánd, Kékcse, Kisvárda |
| 400      |        | 10 km  | Prochází centry měst Vecsés a Üllő, zatímco silnice 4 tvoří jejich obchvat |
| 401      |        | 1 km   | Spojuje silnice 4 a 40 východně od města Abony |
| 402      |        | 4 km   | Prochází městem Szolnok, zahrnuje ulice Tószegi út, Temető utca a József Atilla utca, spojuje silnice 4 a 32, dále pokračuje jako silnice 4625 |
| 403      |        | 14 km  | Tvoří obchvat obcí Nyírtura a Nyírpazony východně od města Nyíregyháza, spojuje silnice 4 a 41, pokračuje až k výjezdu 235 na dálnici M3 |
| 405      |        | 15 km  | Albertirsa, Pilis, Nyáregyháza, Újlengyel, Újhartyán (všem těmto obcím se však vyhýbá obchvaty), spojuje nedokončenou dálnici M4 s dálnicí M5, u města Újhartyán pokračuje jako silnice 4606 |
| 427      |        | 3 km   | Spojuje silnice 42 a 47 jižně od města Berettyóújfalu |
| 430      |        | 30 km  | Spojuje města Makó a Hódmezővásárhely |
| 431      |        | 6 km   | Spojuje obec Kiszombor s rumunskými hranicemi |
| 441      |        | 31 km  | Kecskemét, Nagykőrös, Cegléd |
| 442      |        | 43 km  | Kunszentmárton, Tiszaföldvár, Martfű, Rákócziújfalu, Rákóczifalva, Szolnok |
| 443      |        | 19 km  | Gyomaendrőd, Szarvas |
| 444      |        | 2 km   | Prochází městem Békéscsaba, tvoří ulice Bajza utca a Bartók Béla út, poté pokračuje jako silnice 4432 |
| 445      |        | 13 km  | Tvoří celou severní část obchvatu Kecskemétu |
| 446      |        | 7 km   | Prochází přes celé město Békéscsaba skrz jeho centrum, zatímco silnice 44 tvoří jeho obchvat, leží na ní ulice Szarvasi út, Baross utca a Gyulai út |
| 451      |        | 42 km  | Kiskunfélegyháza, Gátér, Csongrád, Szentes |
| 470      |        | 21 km  | Békéscsaba, Békés, Mezőberény |
| 471      |        | 73 km  | Debrecín, Hajdúsámson, Nyíradony, Nyírmihálydi, Nyírbogát, Nyírbátor, Nyírcsászári, Nyírmeggyes, Mátészalka |
| 472      |        | 8 km   | Prochází okrajovými částmi na jihu města Hódmezővásárhely (Öregkishomok, Újkishomok, Kertváros), zahrnuje ulice Szegedi út a Kokron József utca, spojuje silnice 47 a 430 |
| 474      |        | 12 km  | Prochází centrem města Orosháza, zatímco silnice 47 tvoří jeho obchvat, zahrnuje ulice Vásárhelyi út, Kossuth tér, Rákóczi út, Huba utca, Lehel utca, Arany János utca, Szarvasi utca a Csorvási út |
| 481      |        | 6 km   | Spojuje obec Mikepércs s dálnicí M35 |
| 491      |        | 38 km  | Győrtelek, Tunyogmatolcs, Fehérgyarmat, Penyige, Mánd, Fülesd, Kölcse, Sonkád, Tiszabecs |
| 502      |        | 6 km   | Tvoří západní část obchvatu města Segedín |
| 510      |        | 11 km  | Taksony, Dunaharaszti, Budapešť-Soroksár (prochází centry těchto obcí, zatímco silnice 51 tvoří jejich obchvat) |
| 511      |        | 4 km   | Tvoří severovýchodní část obchvatu města Baja |
| 512      |        | 4 km   | Tvoří severozápadní část obchvatu města Kalocsa, spojuje silnice 51 a 5106 |
| 513      |        | 8 km   | Dunavecse, Apostag (prochází centrem města Dunavecse, zatímco silnice 51 tvoří jeho obchvat) |
| 541      |        | 4 km   | Leží na ní ulice Halasti út v Kecskemétu |
| 542      |        | 9 km   | Tvoří celou západní část obchvatu města Kiskunfélegyháza |
| 551      |        | 2 km   | Spojuje silnice 51 a 511 v Baji, prochází částmi Bajaszentistván a Katonatelep |
| 578      |        | 9 km   | Prochází okrajovými částmi Pécse (Újhegy, Gyárváros, Üszögpuszta), leží na ní ulice Üszögi út, tvoří obchvat města Kozármisleny a poté pokračuje jako silnice 5716 |
| 610      |        | 16 km  | Kaposvár, Kaposújlak, Kaposmérő (silnice prochází centrem Kaposváru, zatímco silnice 61 tvoří jeho obchvat) |
| 611      |        | 15 km  | Dombóvár, Kaposszekcső, Vásárosdombó, Sásd |
| 631      |        | 5 km   | Spojuje obec Szedres s dálnicí M6 |
| 651      |        | 10 km  | Spojuje silnice 61 a 65 západně od města Tamási, prochází též obcí Iregszemcse |
| 681      |        | 24 km  | Berzence, Nagyatád |
| 710      |        | 20 km  | Tvoří obchvat měst Balatonfűzfő, Balatonkenese a obce Balatonakarattya |
| 722      |        | 2 km   | Prochází městem Balatonfűzfő, část Fűzfőgyártelep |
| 760      |        | 9 km   | Spojuje silnice 75 a 76, tvoří obchvat obcí Alsópáhok a Felsőpáhok |
| 761      |        | 5 km   | Tvoří severní část obchvatu města Zalaegerszeg |
| 762      |        | 7 km   | Prochází centrem Zalaegerszegu, zahrnuje ulice Hock János utca, Ola utca, Rákóczi Ferenc utca a Balatoni út, spojuje silnice 74 a 76, pokračuje jako silnice 76 |
| 801      |        | 6 km   | Prochází okrajovými částmi Székesfehérváru (Feketehegy, Szárazrét), nachází se též na ní ulice Új Csóri út, spojuje silnice 7 a 8 |
| 811      |        | 42 km  | Székesfehérvár, Pátka, Lovasberény, Vértesacsa, Alcsútdoboz, Felcsút |
| 813      |        | 14 km  | Tvoří severovýchodní část obchvatu Győru |
| 821      |        | 2 km   | Prochází centrem Győru, tvoří ji ulice Bakonyi út |
| 830      |        | 7 km   | Tvoří severní část obchvatu Veszprému |
| 832      |        | 30 km  | Pápa, Nagygyimót, Csót, Pápateszér, Bakonytamási, Gic, Románd |
| 834      |        | 41 km  | Pápa, Nyárád, Nemesszalók, Mersevát, Celldömölk, Tokorcs, Nagysimonyi, Sitke |
| 861      |        | 2 km   | Spojuje vesnici Kópháza s hraničním přechodem Kópháza-Deutschkreutz |